# Here for You (chanson de Maraaya)
Pour les articles homonymes, voir Here for You.
Chansons représentant la Slovénie au Concours Eurovision de la chanson
Round and Round
(2014) Blue and Red
(2016)
Here For You (en français « Ici pour toi ») est la chanson de Maraaya qui représente la Slovénie au Concours Eurovision de la chanson 2015 à Vienne, en Autriche.
Le 21 mai 2015, lors de la 2de demi-finale, elle termine à la 5e place avec 92 points et est qualifiée pour la finale le 23 mai 2015, au cours de laquelle elle termine à la 14e place avec 39 points.